# Parastasia confluens
Parastasia confluens är en skalbaggsart som beskrevs av John Obadiah Westwood 1841. Parastasia confluens ingår i släktet Parastasia och familjen Rutelidae. Inga underarter finns listade i Catalogue of Life.